# Эдзгверадзе, Наталья

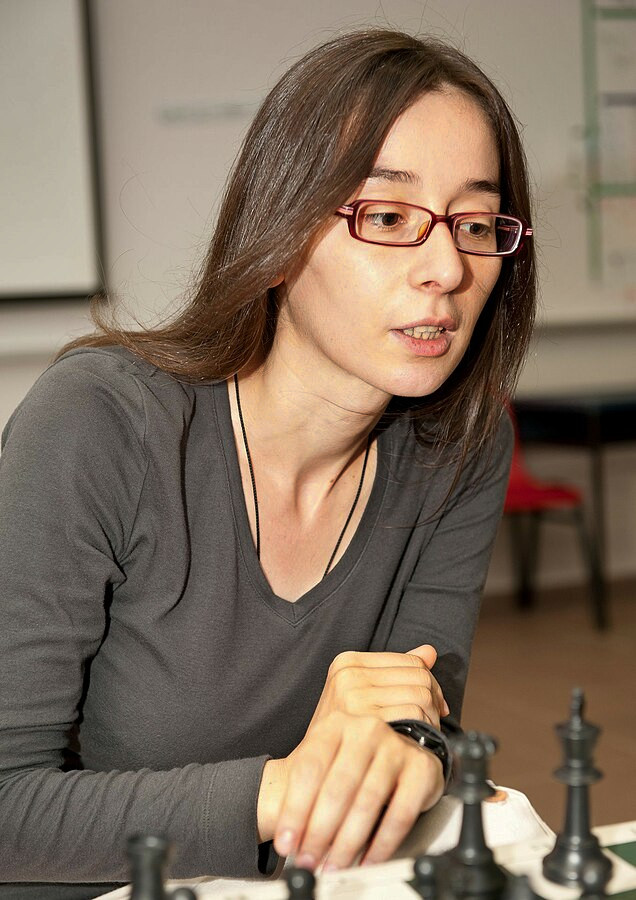

Наталья Эдзгверадзе (груз. ნატალია ეძგერაძე; род. 23 июля 1975) — грузинская шахматистка, гроссмейстер среди женщин (1999).

## Биография
В 1990 году Наталья Эдзгверадзе участвовала в финале юношеского чемпионата СССР по шахматам в возрастной группе девушек до 20 лет. Потом четыре раза участвовала в юношеских чемпионатах Европы по шахматам и юношеских чемпионатов мира по шахматам в различных возрастных группах, в которых лучшый результат показала в 1994 году, когда на чемпионате мира среди юниоров по шахматам среди девушек до 20 лет завоевала бронзовую медаль. В 1995 году в Лазне-Богданече занял второе место на международном шахматном турнире. В 1996 году Москва выиграла международный женский шахматный турнир, обойдя российскую шахматистку Екатерину Ковалевскую. В 1995 году Наталья Эдзгверадзе участвовала в межзональном турнире по шахматам среди женщин в Кишинёвe, где заняла 30-е место. В 1996 году Тбилиси вместе с Майей Ломинейшвили разделила первое место в чемпионате Грузии по шахматам среди женщин, но была второй по дополнительным показателям. В 1999 году Наталья Эдзгверадзе закончила активную шахматную карьеру. В последующие годы работала шахматным тренером в Сингапуре.
В настоящее время работает заместителем директора, а также тренером в шахматной академии Майи Чибурданидзе "Академия Шахматной Королевы".
В 1999 году была удостоена ФИДЕ звания международного гроссмейстера (WGM). В 2005 году стала тренером ФИДЕ (FT).